# Сейтметов, Райымбек Ногайбаевич
Райымбек Ногайбаевич Сейтметов (2 марта 1938, Туркестан, КазССР, СССР — 3 ноября 2007) — советский и казахский актёр, театральный режиссёр

, театральный педагог, профессор. Основатель Туркестанского музыкально-драматического театра.
Народный артист Казахской ССР (1987), Заслуженный деятель культуры Кыргызской Республики (1995), лауреат Государственной премии Казахской ССР (1984) и независимой премии «Платиновый Тарлан» (2003).

## Биография
Родился 2 марта 1938 года в городе Туркестан.
В 1959 году окончил актёрский факультет Казахской национальной консерватории под руководством народного артиста Казахской ССР А. Токпанова и профессора Р. Каныбаевой. С 1970 по 1971 год учился на режиссёрских курсах Московского государственного театрального института.
Скончался 3 ноября 2007 года.
В 2017 году Музыкально-драматический театр в Туркестане получил имя Раимбека Сейтметова.

## Трудовая деятельность
С 1959 по 1960 год — актёр киностудии «Казахфильм»;
С 1960 по 1976 год — артист Казахского академического драматического театра им. М. Ауэзова;
С 1976 по 1980 год — директор Казахского академического драматического театра им. М. Ауэзова;
С 1980 по 1982 год — начальник управления искусств Министерства культуры Казахской ССР;
С 1982 по 1995 год — главный режиссёр, худ.руководитель Государственного академического театра юношества и юношества им. Г. Мусрепова;
С 1995 по 2007 год — заведующий кафедрой искусства Международного казахско-турецкого университета имени Яссауи;
С 2000 по 2007 год — художественный руководитель Туркестанского музыкально-драматического театра имени Раимбека Сейтметова.

## Театральные работы
1. А. Абдуллин — «Ұмытпа, мені күнім» (1969)
2. Б. Майлин «Некеқияр» (1969)
3. О. Бодыков «Дала тұтқыны» (1969)
4. А. Тарази «Жолы болғыш жігіт» (1973)
5. Т. Бердияров «Оқ пен гүл» (1973)
6. А. Макенок «Пұшайман болған әулие» (1973)
7. С. Ахмад «Келіндер көтерілісі» (1977)
8. А. Пирандолла «Өгей қыз» (1974)
9. М. Шаханов «Махаббат заңы» (1974)
10. Г. Лорка «Қасіретті қатындар» (1974)
11. К. Мырзалиев «Данышпан» (1975)
12. В. Дельмар «Өкінішті өмір» (1981)
13. М. Ауезов «Алуа» (1984)
14. М. Мақатаев «Дариға жүрек» (1985)
15. Ф. Онгарсынова «Бақыт пен мұң» (1987)
16. Ш. Муртаза пен К.Ыскаков «Қызыл жебе» (1987)
17. Ш. Муртаза «Сталинге хаты» (1988)
18. М. Шаханов «Көкейкестi» (1988)
19. А. Кунанбаев «Қалың елiм қазағым» (1990)
20. М. Утемисов «Туған ұлдан не пайда?» (1991)
21. М .Жумабаев «Күн шығады да батады» (1993)
22. Б. Вахапзаде «Көк түріктер» (2001)
23. Г. Мусирепов «Ақан серi — Ақтоқты»
24. А. Тажибаев «Монологтар»
25. А. Тажибаев «Қыз бен солдат»
26. М. Ауезов «Айман — Шолпан»
27. М. Ауезов «Намыс гвардиясы»
28. К. Байсейитов, К. Шангытбаев «Беу, қыздар-ай»
29. М. Ауезов «Қобыланды» и др.

## Фильмография
Роли в кино:
- 1959 — Возвращение на землю — Ермек Жакипов / Аскар Алиев
- 1963 — Сказ о матери — эпизод
- 1979 — Вкус хлеба — эпизод
- 1979 — Щит города — министр
- 1988 — Восхождение на Фудзияму — Исабек, писатель

## Семья
- Жена: Малдыбаева Нинель — врач;
- Сын: Сейтметов Азат Райымбекович — актёр, Заслуженный деятель Казахстана;
- Сноха: Темирсултанова Данагуль Кайырсаповна — актриса, Заслуженный деятель Казахстана;

## Награды и звания
- Заслуженный деятель искусств Казахской ССР (1979);
- Государственная премия Казахской ССР в области литературы, искусства имени К. Байсеитовой (1984);
- Народный артист Казахской ССР (1987);
- Заслуженный деятель культуры Кыргызской Республики (1995) — за большой вклад в развитие и обогащение национальных культур, укрепление дружбы и сотрудничества между кыргызами и казахами'[1];
- Лауреат независимой премии «Платиновый Тарлан» (2003);
- Орден «Курмет» (2000);
- звания «Почётный гражданин Туркестана» и др.